# コルネリス・ケテル

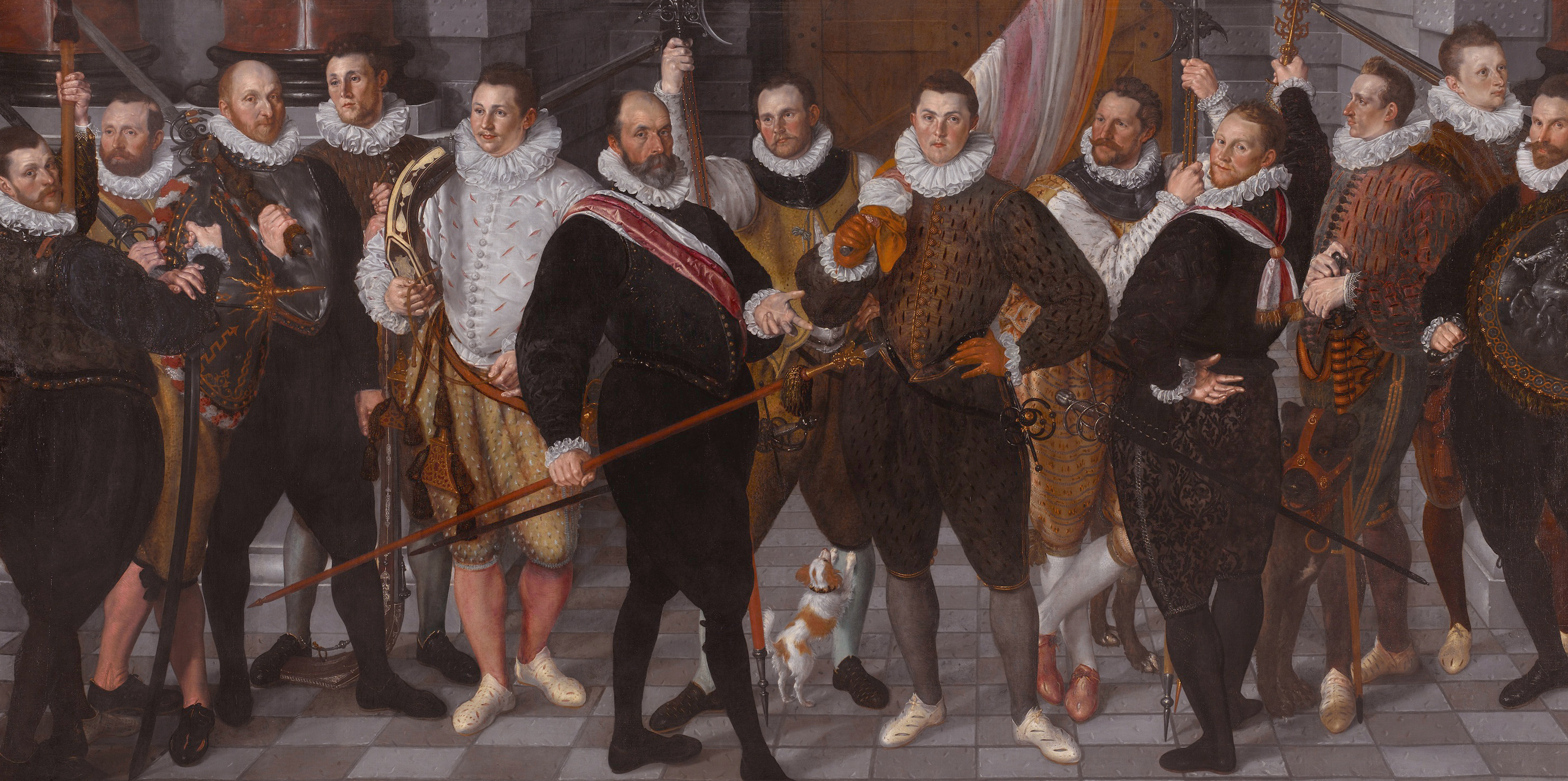
ケテルの1888年の集団肖像画
アムステルダム国立美術館蔵

コルネリス・ケテル（Cornelis Ketel、1548年3月18日 – 1616年8月8日）はオランダの画家である。フランス、イギリスで働いた後、アムステルダムで働き、集団肖像画を含む、肖像画家として知られる。

## 略歴
ゴーダで、Elisabeth Jacobsdr. Ketelという女性の婚外子として生まれ、叔父のあまり知られていない同名の工芸家のコルネリス・ヤコブスゾーン・ケテル(Cornelis Jacobsz. Ketel)の弟子として修行した後、1565年ころ、デルフトに移り、画家のアントニー・ブロックランド・ファン・モントフォールト(Anthonie Blocklandt van Montfoort: 1533/1534-1583)の弟子になった。1年ほど修行した後、パリやフォンテーヌブロー宮殿で働くが、フランスは宗教的な騒乱の時期で、1567年にはゴーダに戻らなければならなかった。
ゴーダに1573年まで暮らした後、ロンドンに移り、1581年まで、ロンドンで働いた。この頃のロンドンでは、フランドル出身の肖像画家、ハンス・イワース(Hans Eworth: c.1520–1574)が肖像画家として女王メアリー1世のや貴族の多くの肖像画を残し、イタリアの有名なマニエリスムの画家、フェデリコ・ツッカリが滞在していて、イングランド女王エリザベス1世、スコットランド女王メアリーらの肖像画を描いている。彼らの影響を受けてケテルも多くのイギリスの有力者の肖像画を描いた。ネーデルランドの画家の伝記を出版したカレル・ファン・マンデル(1548-1606)によれば、ケテルは1578年にエリザベス1世の肖像画の注文を受けたとされている。
1581年から没するまでアムステルダムで活動し
、おもに肖像画家として働いた。現在はアムステルダム国立美術館に収蔵されている1888年にケテルが描いた集団肖像画（"Het korporaalschap van kapitein Dirck Jacobsz. Rosecrans en luitenant Pauw"）に代表されるケテルの集団肖像画は、このようなスタイルのオランダの集団肖像画の初期の例で、同様なスタイルの作品がオランダで描かれるようになるのに貢献したとされている。
弟子にはピーテル・イサークスゾーン(Pieter Isaacsz: 1569-1625)やイサーク・オゼライン(Isaac Oseryn)、コルネリス・ファン・デル・フォールト(Cornelis van der Voort: 1576–1624)らがいる。

## 作品

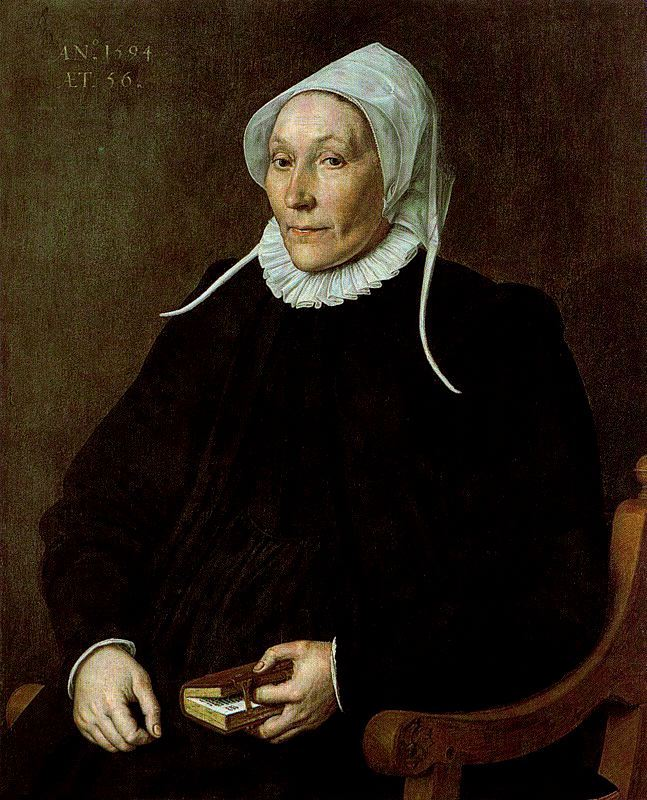
老女の肖像画 (1594) ティッセン＝ボルネミッサ美術館　蔵
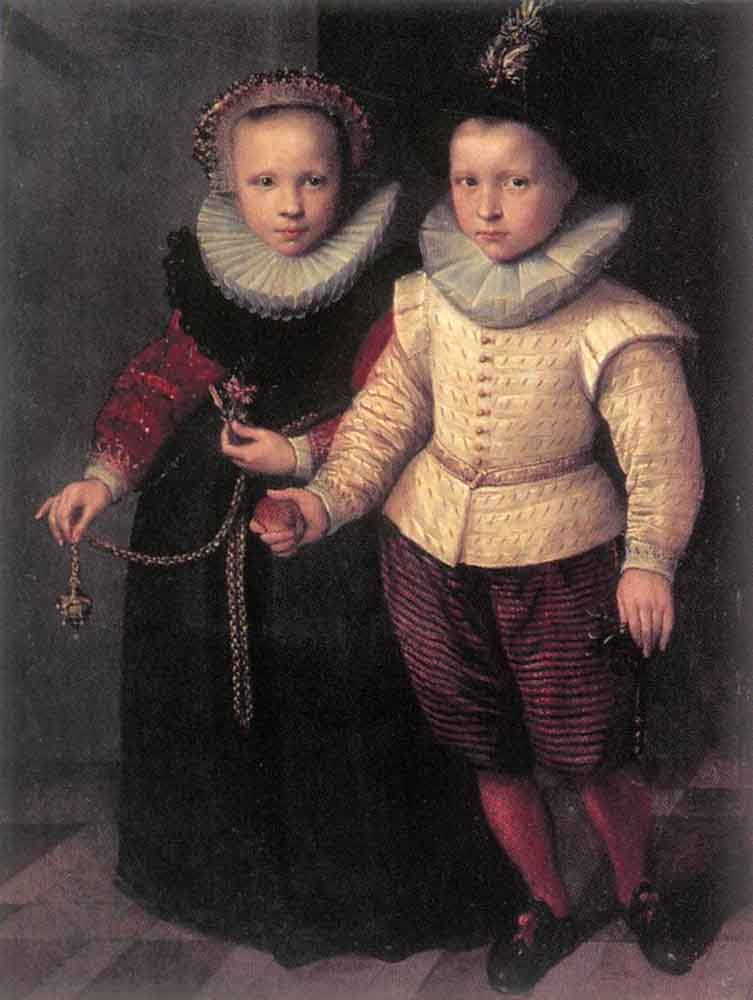
子供たちの肖像画(c.1604) マイヤー・ファン・デン・ベルグ美術館　蔵
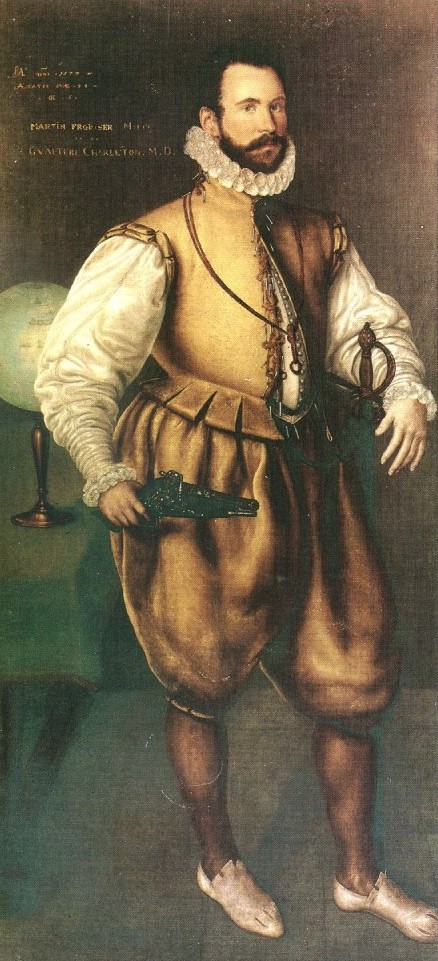
マーティン・フロビッシャー卿の肖像画(c.1577) ボドリアン図書館　蔵
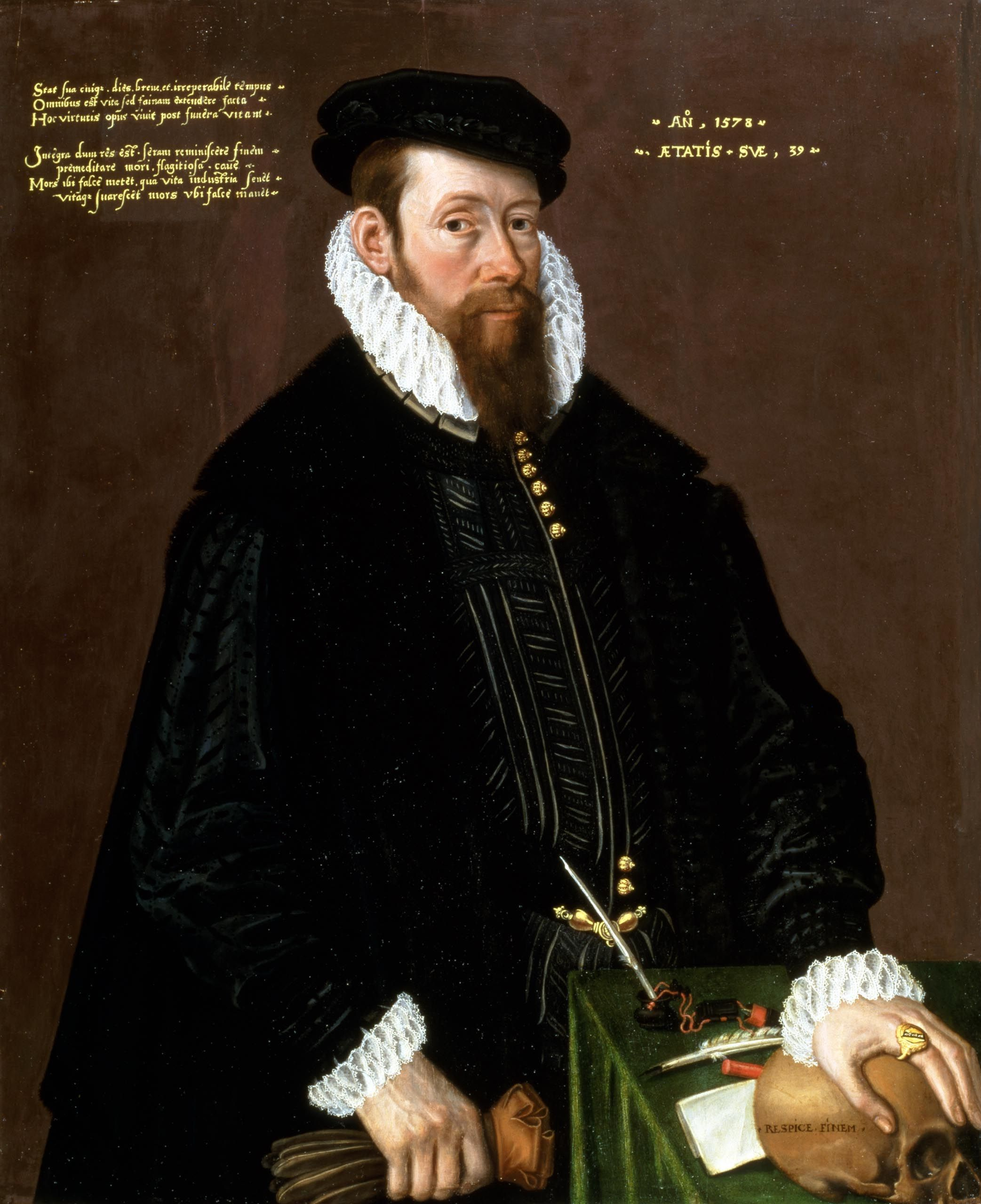
Thomas Pead (1578) デンバー美術館　蔵